# 拉蒙山
拉蒙山（Ramon Hill）是哥伦比亚山丘群的一座山，它以以色列籍的太空人伊兰·拉蒙的名字命名。從照片上看來，其位置在哥倫比亞山脈的最右側，在麦库尔山（McCool Hill）的旁邊。